# Margrit Olfert
Margrit Olfert z domu Herbst (ur. 10 lutego 1947 w Magdeburgu) – niemiecka lekkoatletka reprezentująca Niemiecką Republikę Demokratyczną, skoczkini w dal i wieloboistka, medalistka mistrzostw Europy w 1971.
Zdobyła brązowy medal w pięcioboju na mistrzostwach Europy w 1971 w Helsinkach, przegrywając jedynie z Heide Rosendahl z RFN i swą koleżanką z reprezentacji Burglinde Pollak. Na tych samych mistrzostwach zajęła 9. miejsce w skoku w dal. Na igrzyskach olimpijskich w 1972 w Monachium zajęła 8. miejsce w skoku w dal. Zdobyła złoty medal w tej konkurencji na letniej uniwersjadzie w 1973 w Moskwie. Zajęła 7. miejsce w pięcioboju na mistrzostwach Europy w 1974 w Rzymie.
Olfert była mistrzynią NRD w skoku w dal w 1970 i 1971 oraz brązową medalistką w 1973. W pięcioboju była mistrzynią NRD w 1971, wicemistrzynią w 1969, 1970 i 1974 oraz brązową medalistką w 1973. Zdobyła także brązowe medale w sztafecie 4 × 100 metrów w 1970, 1973 i 1974. Była również halową mistrzynią NRD w skoku w dal w 1971 oraz brązową medalistką w 1970 i 1973, a także mistrzynią w pięcioboju w 1971.
Czterokrotnie poprawiała rekord NRD w skoku w dal do rezultatu 6,81 m (26 czerwca 1971 w Lipsku) i dwukrotnie w pięcioboju (do wyniku 5141 punktów osiągniętego 10 czerwca 1970 w Magdeburgu).
Rekordy życiowe Olfert:
| Konkurencja                     | Data i miejsce         | Wynik    |
| ------------------------------- | ---------------------- | -------- |
| bieg na 100 metrów przez płotki | 31 lipca 1971, Berlin  | 13,1 s   |
| skok w dal                      | 26 lipca 1971, Lipsk   | 6,81 m   |
| pięciobój                       | 6 czerwca 1971, Erfurt | 5305 pkt |